# روزگون
روزگون یا روذگونَگ دختر مهرداد یکم (حکومت از ۱۷۱ تا ۱۳۲ پیش از میلاد) و خواهر فرهاد دوم (حکومت از ۱۳۲ تا ۱۲۷ پیش از میلاد)، شاهنشاهان اشکانی و همسر دیمتریوس دوم، شاه امپراتوری سلوکی، بود.

## نام
روزگون در منابع یونانی و لاتین به گونهٔ Ροδογύνη و Rhodogune ضبط‌شده و در پارسی معنای «روشن مانند روز» و خورشیدوش را می‌دهد.

## زندگی
روزگون در سال ۱۳۸ پیش از میلاد با شاه امپراتوری سلوکی دیمتریوس دوم (حکومت در دو دوره از ۱۴۶ تا ۱۳۹ و ۱۲۹ تا ۱۲۶ پیش از میلاد) ازدواج کرد. دیمتریوس پس از یک جنگ ناموفق در بابل، در در جرجان در کرانه دریای خزر به عنوان گروگان زیر نظر فرهاد دوم زندگی می‌کرد و پس از ازدواج با روزگون صاحب فرزندان بسیاری از او شد.
تاریخ‌نگار یونانی، پولیانوس، می‌گوید که روزگون، هنگام آماده شدن برای حمام از یک شورش باخبر شد و قول داد تا زمانی که شورش سرکوب نشود، موهای خود را شست‌وشو ندهد. او بلافاصله در راس ارتش خود به جنگ رفت. او نبرد را با موفقیت رهبری کرد و پس از آن به دلیل پای‌بندی به نذر خود بر روی مهر و موم پادشاهان ایران با موهای بلند و ژولیده به تصویر کشیده شد. این حادثه در نوشته‌های ناشناس تراکتاتوس د مولیریبوس نیز ذکر شده‌است، که بیشتر به شرح داستان می‌پردازد و موهای او را نیمه بافته و نیمه نبافته توصیف می‌کند.
دیمتریوس در سال ۱۲۹ پیش از میلاد، پس از چندین بار تلاش ناموفق برای فرار از ایران، در هنگام حمله برادرش آنتیوخوس هفتم به ایران، به انطاکیه گسیل شد و احتمالاً در آن زمان روزگون را رها کرد.